# Новий Гребеник
Но́вий Гребеник — село в Україні, у Роздільнянській міській громаді Роздільнянського району Одеської області. Населення становить 26 осіб. Відноситься до Чобручанського старостинського округу.

## Історія
Станом на 1 вересня 1946 року с-ще Новий Гребеник було в складі Шевченківської сільської ради.
У результаті адміністративно-територіальної реформи село ввійшло до складу Роздільнянської міської територіальної громади та після місцевих виборів у жовтні 2020 року було підпорядковане Роздільнянській міській раді. До того село входило до складу ліквідованої Старостинської сільради.

## Населення
Згідно з переписом УРСР 1989 року чисельність наявного населення села становила 36 осіб, з яких 16 чоловіків та 20 жінок.
За переписом населення України 2001 року в селі мешкали 23 особи.
2010 — 22 особи;
2011 — 22 особи.

### Мова
Розподіл населення за рідною мовою за даними перепису 2001 року:
| Мова       | Відсоток |
| ---------- | -------- |
| українська | 82,61 %  |
| російська  | 17,39 %  |